# Tomba dell'Iscrizione
La Tomba dell'Iscrizione  (littéralement « tombe de l'inscription »)  est une tombe étrusque proche de la ville de Chiusi, dans la province de Sienne en Toscane, à la limite de l'Ombrie dans la nécropole de Poggio Renzo.

## Description
La tomba dell'Iscrizione est une des tombes étrusques de Chiusi, située à environ 2 km de la ville sur la route menant au lac de Chiusi. Elle doit son nom à l'inscription ein thun ara enan (« Ne fais ou ne pose rien ici ») en grandes lettres visibles sur une niche creusée dans la paroi gauche de la chambre du fond.
La tombe est complètement creusée dans le grès et est surmontée par un petit tumulus. Un long dromos trapézoïdal conduit aux chambres disposées en croix autour d'un atrium central rectangulaire.
La chambre de l'inscription possède une banquette et une couche funéraires  dans la paroi de droite de la chambre de gauche.
La tombe n'est pas ouverte au public.

## Sources
- (it) Cet article est partiellement ou en totalité issu de l’article de Wikipédia en italien intitulé « Tomba dell'Iscrizione » (voir la liste des auteurs).